# Liste der Kulturdenkmale in Rößgen
In der Liste der Kulturdenkmale in Rößgen sind die Kulturdenkmale des Mittweidaer Ortsteils Rößgen verzeichnet, die bis Juni 2023 vom Landesamt für Denkmalpflege Sachsen erfasst wurden (ohne archäologische Kulturdenkmale). Die Anmerkungen sind zu beachten.
Diese Aufzählung ist eine Teilmenge der Liste der Kulturdenkmale in Mittweida.

## Rößgen
| Bild           | Bezeichnung | Lage                            | Datierung           | Beschreibung | ID       |
| -------------- | --- | ------------------------------- | ------------------- | --- | -------- |
|                | Mietshaus in halboffener Bebauung                                                                                 | Am Schwanenteich 12, 14 (Karte) | 1924                | Bauliche Einheit mit Humboldtstraße 7, im historisierenden Stil der 1920er Jahre, baugeschichtlich und städtebaulich von Bedeutung. Dreigeschossiger Putzbau über umlaufendem Sockel in Zyklopenmauerwerk, Mittelrisalit mit geschweiftem Giebel, seitlicher Erker, bauplastische Formen im Stil der 1920er Jahre. Einfriedung vor 2014 abgebrochen. | 09237346 |
| Weitere Bilder | Schulgebäude einschließlich Turnhalle in Ecklage sowie Reste der ursprünglichen Einfriedung (Gymnasium Mittweida) | Am Schwanenteich 16 (Karte)     | 1908                | Gymnasium, ehemals Realschule, markanter Putzbau im neobarocken Stil, baugeschichtlich, ortsgeschichtlich und straßenbildprägend von Bedeutung. Putzbau mit bauplastischen Formen im Stil des Historismus bzw. Jugendstil, umlaufender Sockel in Polygonmauerwerk, Fassadenornamente zum Teil abgeschlagen, Reste der ursprünglichen Einfriedung noch vorhanden. | 09237347 |
|                | Mietshaus in geschlossener Bebauung, mit Einfriedung                                                              | Am Schwanenteich 18 (Karte)     | Um 1925             | Im historisierenden Stil der 1920er Jahre, baugeschichtlich und städtebaulich von Bedeutung. Viergeschossiger Putzbau mit zwei Standerkern, bauplastische Formen im historisierenden Stil der 1920er Jahre, Eingangsbereich im Art-déco-Stil, originale Einfriedung noch vorhanden. | 09237348 |
|                | Mietshaus in geschlossener Bebauung                                                                               | Am Sportplatz 4 (Karte)         | Um 1925             | Im historisierenden Stil der 1920er Jahre, baugeschichtlich von Bedeutung. Dreigeschossiger Putzbau über Sockel in Zyklopenmauerwerk, Mittelrisalit mit Zwerchhaus mit Dreieckgiebel, bauplastische Formen und Putz im historisierenden Stil der 1920er Jahre, Mansarddach. | 09237326 |
|                | Mietshaus in geschlossener Bebauung                                                                               | Am Sportplatz 6 (Karte)         | Um 1925             | Im historisierenden Stil der 1920er Jahre, baugeschichtlich von Bedeutung. Dreigeschossiger Putzbau mit Sockel in Zyklopenmauerwerk, bauplastische Formen und Putz im historisierenden Stil der 20er Jahre, Mansarddach. | 09237327 |
|                | Mietshaus in halboffener Bebauung und in Ecklage, mit Einfriedung                                                 | Am Sportplatz 8 (Karte)         | Um 1925             | Im historisierenden Stil der 1920er Jahre, baugeschichtlich und städtebaulich von Bedeutung. Gebäude in Ecklage (Am Sportplatz/Grüner Winkel), dreigeschossiger Putzbau mit Renaissancegiebel über umlaufendem Sockel in Zyklopenmauerwerk, Erker und Lukarnen, bauplastische Formen im historisierenden Stil der 1920er Jahre, Mansarddach, originale Einfriedung noch vorhanden. | 09237328 |
|                | Wohnhaus | Auensteig 36 (Karte)            | Um 1825             | Fachwerkbau des frühen 19. Jahrhunderts., ehemals Mühlenauszüglerhaus, baugeschichtlich von Bedeutung. Fachwerk im Obergeschoss an allen Hausseiten verschiefert, Erdgeschoss massiv, Fenster- und Portalgewände original, Dach mit Krüppelwalm. | 09237387 |
|                | Südwestliches Wohnstallhaus mit angebautem Torbogen eines Vierseithofes                                           | Auensteig 37 (Karte)            | Bezeichnet mit 1724 | Obergeschoss Fachwerk, baugeschichtlich von Bedeutung. Wohnstallhaus, Hofseite im Obergeschoss Fachwerk mit Kopfbändern, zwischen Schwelle und Rähm Füllholz, Erdgeschoss massiv, Fenster- und Portalgewände noch original, Giebel Schauseite kunstvoll verschiefert, darunter Fachwerk, Traufseite zum offenen Gebäude verbrettert, Erdgeschoss massiv, leicht gestört, Giebel Hofseite verschiefert, darunter Fachwerk, Schlussstein an Portalgewände der Einfriedung mit der Jahreszahl „1724“, Reste der ursprünglichen Einfriedung noch erhalten. | 09237392 |
|                | Wohnhaus | Hoher Weg 4 (Karte)             | Um 1825             | Fachwerkbau des frühen 19. Jahrhunderts., baugeschichtlich von Bedeutung. Erdgeschoss massiv, Portal mit Jahreszahl „1871“ und Namen C. A. Schröder, Fachwerk im Obergeschoss und Dachgeschoss verputzt, Satteldach. | 09237394 |
|                | Häuslerhaus | Hoher Weg 6 (Karte)             | Um 1825             | Fachwerkbau des frühen 19. Jahrhunderts, baugeschichtlich von Bedeutung. Erdgeschoss massiv, Fachwerk im Obergeschoss und Dachgeschoss verkleidet. | 09237395 |
|                | Wohnhaus in offener Bebauung                                                                                      | Humboldtstraße 1 (Karte)        | Bezeichnet mit 1902 | In Stilformen des Historismus der Zeit um 1900, baugeschichtlich und städtebaulich von Bedeutung. Zweigeschossiger Putzbau über hohem Sockelgeschoss in Zyklopenmauerwerk, mit Mittelrisalit und Zwerchhaus mit geschweiftem Giebel, bauplastische Formen im Stil des Historismus, Mansarddach. | 09237349 |
|                | Mietshaus in halboffener Bebauung und Ecklage                                                                     | Humboldtstraße 7 (Karte)        | Um 1905             | Bauliche Einheit mit Am Schwanenteich 12/14, im historisierenden Stil der Zeit um 1905 bzw. im Heimatstil, baugeschichtlich und städtebaulich von Bedeutung. Gebäude in Ecklage (Humboldtstraße / Am Schwanenteich), Putzbau mit Putznutung, halbrunder Eckerker, dreigeschossiger Wintergartenanbau zum Teil in Holzbauweise, zwei Zwerchhäuser im Dach, umlaufender Sockel Zyklopenmauerwerk, bauplastische Formen und Zierformen im historisierenden Stil der 1920er Jahre bzw. Heimatstil, in gutem Originalzustand, Reste der ursprünglichen Einfriedung noch vorhanden. | 09237350 |
|                | Mietshaus in halboffener Bebauung und in Ecklage                                                                  | Körnerstraße 1 (Karte)          | Um 1925             | Im historisierenden Stil der 1920er Jahre, baugeschichtlich und städtebaulich von Bedeutung. Gebäude in Ecklage (Körnerstraße / Am Schwanenteich), Putzbau mit Mittelrisalit und Zwerchhäusern, umlaufender Sockel in Polygonmauerwerk, bauplastischer Schmuck im Stil der 1920er Jahre, Mansarddach. | 09237375 |
|                | Wohnhaus | Kuxberg 10 (Karte)              | Um 1825             | Fachwerkbau des frühen 19. Jahrhunderts, baugeschichtlich von Bedeutung. Erdgeschoss massiv, Fachwerk im Obergeschoss und Dachgeschoss, verputzt, Fachwerk an Rückseite sichtbar, Satteldach. | 09237390 |
| Weitere Bilder | Villa | Leisniger Straße 7 (Karte)      | Um 1895             | Im Landhausstil mit Zierformen des gründerzeitlichen Historismus, baugeschichtlich und straßenbildprägend von Bedeutung. Putzbau, an Seitenrisalit Erker, vorkragender Krüppelwalm über Balkon, Zierformen der Giebel aus Holz, Rückseite mit Zierfachwerk und Risalit mit Renaissancegiebel, bauplastischer Schmuck im Stil des Historismus, Störungen: bauplastischer Schmuck und Sockelverkleidung teilweise entfernt, Treppenaufgang vermutlich jüngeren Datums. | 09237373 |
| Weitere Bilder | Villa | Leisniger Straße 9 (Karte)      | Um 1895             | Im Landhausstil mit Zierformen im Stil des gründerzeitlichen Historismus, baugeschichtlich von Bedeutung. Putzbau, Eckturm mit pyramidalem Helm und Ziergiebeln, zweigeschossiger Erker, Veranda in Holzbauweise, bauplastischer Schmuck im Stil des Historismus, umlaufender Sockel in Polygonmauerwerk, originale Einfriedung noch vorhanden. Störung: Anbauten auf Rückseite. | 09237372 |
|                | Wohnhaus in halboffener Bebauung                                                                                  | Leisniger Straße 20 (Karte)     | 1910                | Teil einer Häuserreihe, im Stil des Historismus bzw. Jugendstil, baugeschichtlich von Bedeutung. Zweigeschossiger Putzbau, Eckerker auf polygonalem Grundriss mit Zwiebeldach, an Eingangsseite überdachter Altan (Wintergarten) in Holzbauweise, bauplastischer Schmuck und Zierformen im Stil des Historismus bzw. Jugendstil, originale Einfriedung noch erhalten. | 09237358 |
|                | Wohnhaus in geschlossener Bebauung                                                                                | Leisniger Straße 22 (Karte)     | Um 1910             | Teil einer Häuserreihe, im Stil des Historismus bzw. Jugendstil, baugeschichtlich von Bedeutung. Zweigeschossiger Putzbau, Mittelrisalit mit geschweiftem Giebel, zweigeschossiger Erker, bauplastische Formen im Stil des Historismus bzw. Jugendstil. | 09237359 |
|                | Wohnhaus in halboffener Bebauung                                                                                  | Leisniger Straße 26 (Karte)     | Um 1910             | Teil eines Doppelwohnhauses, im Stil des Historismus, baugeschichtlich von Bedeutung. Zweigeschossiger Putzbau mit zwei geschweiften Ziergiebeln, Erker auf polygonalem Grundriss, Kniestock, Zierfachwerk, bauplastische Formen im Stil des Historismus, Eingangstür störend. | 09237360 |
|                | Wohnhaus in offener Bebauung einschließlich Nebengebäude                                                          | Leisniger Straße 27 (Karte)     | Um 1895             | In Stilformen des gründerzeitlichen Historismus, baugeschichtlich von Bedeutung. Zweigeschossiger Putzbau, Mittelrisalit mit Zwerchhaus, Dachüberstand mit Zierformen aus Holz, bauplastischer Schmuck im Stil des Historismus, umlaufender Sockel in Polygonmauerwerk, im Hof: Nebengebäude. | 09237371 |
|                | Wohnhaus in halboffener Bebauung                                                                                  | Leisniger Straße 36 (Karte)     | Um 1910             | Teil eines Doppelwohnhauses, Putzfassade im Heimat- und Jugendstil, baugeschichtlich und städtebaulich von Bedeutung. Zweigeschossiger Putzbau, im Dachgeschoss Zierfachwerk, Erker an Straßenfassade, bauplastischer Schmuck im Stil des Heimat- bzw. Jugendstils. | 09237363 |
|                | Mietshaus in offener Bebauung und in Ecklage                                                                      | Leisniger Straße 47 (Karte)     | Um 1895             | Wohnhaus der Gründerzeit, im historisierenden Stil der 1920er Jahre überformt, baugeschichtlich und städtebaulich von Bedeutung. Ecklage Leisniger Straße / Am Sportplatz, abgerundete Ecke auf ovalem Grundriss, Putzbau, bauplastischer Schmuck in historisierenden Formen der 20er Jahre, umlaufender Sockel in Polygonmauerwerk, innen: Decken und Wände des Treppenhauses mit Bemalung aus der Erbauungszeit, bauplastischer Schmuck wahrscheinlich entfernt. | 09237368 |
|                | Mietshaus in halboffener Bebauung und in Ecklage                                                                  | Lutherstraße 1 (Karte)          | 1927                | Im historisierenden Dekorationsstil der 1920er Jahre, baugeschichtlich und städtebaulich von Bedeutung. Ecklage (Lessingstraße / Lutherstraße), mehrgeschossig, bauplastischer Schmuck in Formen des historisierenden Stils der 1920er Jahre bzw. des Heimatstils oder des Expressionismus - Fassade Lessingstraße: Treppengiebel mit dreigeschossigem Erker - Fassade Lutherstraße: Sitznischenportal, im steilen Mansarddach Lukarnen | 09237210 |
|                | Mietshaus in geschlossener Bebauung                                                                               | Lutherstraße 3 (Karte)          | Um 1910             | Im Heimatstil, von baugeschichtlichem Wert. Dreigeschossiger Putzbau mit Steinsockel, bauplastischer Schmuck und Zierformen im Heimatstil, asymmetrisch gegliederte Fassade, zweigeschossiger Erker, im Mansarddach großer breitgelagerter Zwerchgiebel mit zwei Erkern, innen: Treppenhaus noch original. | 09237200 |
|                | Mietshaus in geschlossener Bebauung                                                                               | Lutherstraße 5 (Karte)          | Um 1910             | Qualitätvoller Putzbau in Zierformen des Heimat- und Jugendstils in sehr gutem Originalzustand von baugeschichtlichem Wert. Dreigeschossiger Putzbau über Steinsockel in Polygonmauerwerk, Zierformen im Heimat- bzw. Jugendstil, Balkon über dreigeschossigem Erker mit polygonalem Helm überdacht, oberhalb der Gebäudemitte im Dach verbretterter Dreieckgiebel. | 09237201 |
|                | Mietshaus in geschlossener Bebauung                                                                               | Lutherstraße 8 (Karte)          | Um 1895             | In Stilformen des gründerzeitlichen Historismus, baugeschichtlich von Bedeutung. Dreigeschossiger Putzbau, im Erdgeschoss rustizierende Putznutung, bauplastischer Schmuck in den Obergeschossen in Formen des Historismus, mittlere von drei Gauben mit geschweiftem Giebel, steiles Mansarddach, Treppenhaus original, Fenster zum Teil ersetzt. | 09237194 |
|                | Mietshaus in geschlossener Bebauung                                                                               | Lutherstraße 9 (Karte)          | Um 1905             | In Zierformen des Historismus der Zeit nach 1900, baugeschichtlich von Bedeutung. Dreigeschossiger Putzbau, bauplastischer Schmuck in Formen des Historismus, steile Mansarde, Fassade gegliedert durch Mittelrisalit, darüber großer Zwerchgiebel im Stil der deutschen Renaissance, Fenster nicht mehr original. | 09237203 |
|                | Mietshaus in halboffener Bebauung                                                                                 | Lutherstraße 11 (Karte)         | Um 1905             | In Stilformen des Historismus der Zeit um 1900, baugeschichtlich von Bedeutung. Putzbau in Ecklage (Lutherstraße / Melanchtonstraße), mit Steinsockel, bauplastischer Schmuck der Fassade in Formen des Historismus bzw. Jugendstil, Gebäudemitte durch risalitartige Wandvorlage gegliedert, darüber Stufengiebel, Fenster nicht mehr original. | 09237204 |
|                | Mietshaus in halboffener Bebauung und Ecklage                                                                     | Lutherstraße 12 (Karte)         | 1903                | Historisierender Putzbau mit Jugendstildekoration, baugeschichtlich und städtebaulich von Bedeutung. Putzbau in Ecklage zur Nordstraße, mit hohem Sandsteinsockel in Werkstein, vielfältige bauplastische Formen im Stil des Historismus bzw. Jugendstil, polygonaler Eckerker mit Tambour und Kuppel, an beiden Fassaden zweigeschossige Erker mit Wintergarten und Fachwerkloggia, Giebel an Nord- und Lutherstraße geschweift, an Fassade reversible Störungen. | 09237196 |
| Weitere Bilder | Wohnhaus in Ecklage, Funktionsgebäude und Verwaltungsgebäude der Stadtwerke Mittweida                             | Melanchthonstraße 2 (Karte)     | 1929                | In historisierenden Stilformen der 1920er Jahre, baugeschichtlich und ortsgeschichtlich von Bedeutung. Einheitliche Gebäudegruppe der Stadtwerke Mittweida. - Wohnhaus: Putzbau in Ecklage, dreigeschossig, bauplastischer Schmuck im Stil der deutschen Renaissance, dreigeschossiger Erker zur Melanchthonstraße, Altan an Rückseite auf vegetabil geformten Pfeilern, innen: Stuckdecken - Verwaltungsgebäude an der Lutherstraße: zweigeschossiger Putzbau mit geschweiftem Giebel und Zwerchhaus - Funktionsgebäude an der Lutherstraße: eineinhalbgeschossig (durch Umbauten gestört), mit Garagenanbau, bauplastischer Schmuck bei den Gebäuden im Stil des Expressionismus | 09237206 |
|                | Doppelmietshaus in offener Bebauung                                                                               | Melanchthonstraße 3, 5 (Karte)  | 1903                | In Zierformen des Heimatstils bzw. Historismus gestaltete Wohnhäuser mit teilweise erhaltener Innenausstattung von baugeschichtlichem Wert. - Melanchthonstraße 5: Putzbau in gemischter Bebauung mit Seitenrisalit, Zwerch- und Risalitgiebel mit Zierfachwerk, bauplastischer Schmuck in neogotischen Formen, Windfang vor Eingangstür in Holzbauweise bei Sanierung 2010 entfernt - Melanchthonstraße 3: Mietshaus in gemischter Bebauung, Teil eines Doppelwohnhauses – zweigeschossiger Putzbau mit unterschiedlichen Fensterformaten, Zierfachwerk am Giebeldreieck bei Sanierung 2010 wieder hergestellt, Mansarddach bzw. Satteldach, im Inneren wenig originaler Bestand – hier Treppenhaus mit Fliesen und bauzeitlichem Geländer, eine erhaltene Wohnungstür sowie ein Kachelofen im ersten Obergeschoss Beide Gebäude bilden eine gestalterische Einheit. Sie blieben in gutem Originalzustand erhalten und sind damit typische Beispiele des „Schweizer Stils“ der Zeit um 1900/1905, woraus sich der baugeschichtliche Wert beider Gebäude ableiten lässt. | 09237209 |
|                | Wohnhaus in halboffener Bebauung                                                                                  | Melanchthonstraße 6 (Karte)     | Um 1905             | Teil eines Doppelwohnhauses (mit Nummer 8), in Stilformen des Historismus der Zeit nach 1900, baugeschichtlich von Bedeutung. Klinkermischbauweise, bauplastischer Schmuck in Formen des Historismus, Mittelachse des Gebäudes gegliedert durch mittelrisalitartige Wandvorlage mit Erker, darüber Dreiecksgiebel mit Muschel, im Hof Treppenhausturm mit Walmhelm, zweigeschossiger Altan in Holzbauweise. | 09237207 |
|                | Wohnhaus in halboffener Bebauung                                                                                  | Melanchthonstraße 8 (Karte)     | Um 1905             | Teil eines Doppelwohnhauses (mit Nummer 6), in Stilformen des Historismus der Zeit nach 1900, baugeschichtlich von Bedeutung. Klinkermischbauweise, bauplastischer Schmuck in Formen des Historismus, Mittelachse des Gebäudes gegliedert durch mittelrisalitartige Wandvorlage mit Erker, darüber Dreieckgiebel mit Muschel, im Hof zweigeschossiger Erker. | 09237208 |
|                | Transformatorenhäuschen                                                                                           | Waldheimer Straße (Karte)       | Um 1925             | In Stilformen des Neoklassizismus, Zeugnis für Elektrifizierung des Ortes, technikgeschichtlich von Bedeutung. Gebäude verputzt, Werksteinsockel, Dreieckgiebel mit Relief. | 09237379 |
|                | Wohnhaus mit Anbau                                                                                                | Waldheimer Straße 19 (Karte)    | Um 1700             | Wohnhaus des frühen 18. Jahrhunderts mit Fachwerk einschließlich Anbau aus dem frühen 19. Jahrhundert, baugeschichtlich von Bedeutung. Gebäude in offener Bebauung, Fachwerk im Obergeschoss mit Kopfbändern, Fachwerk zwischen Rähm und Schwelle mit Füllholz, Giebel mit Schiefer bzw. Kunstschiefer verkleidet, Erdgeschoss im frühen 19. Jahrhundert überformt, Anbau aus der Zeit um 1825, Fenster zum Teil in originaler Größe, Rückseite leicht verändert. | 09237378 |
|                | Wohnhaus | Waldheimer Straße 31 (Karte)    | Vor 1800            | Fachwerkbau des 18. Jahrhunderts, baugeschichtlich von Bedeutung | 09237381 |
|                | Wohnhaus in offener Bebauung                                                                                      | Waldheimer Straße 41 (Karte)    | Um 1895             | In Stilformen des gründerzeitlichen Historismus, baugeschichtlich von Bedeutung. Gebäude in offener Bebauung, Klinkermischbauweise, bauplastische Formen im Stil des Historismus, umlaufender Sockel in Polygonmauerwerk. | 09237382 |
|                | Schule | Waldheimer Straße 43 (Karte)    | 1878                | Im Stil des gründerzeitlichen Historismus erbaut, bau- und ortsgeschichtlich von Bedeutung. Wohnhaus in offener Bebauung, bauplastische Formen im Stil des Historismus, Reste der ursprünglichen Einfriedung noch vorhanden. Rückseite: Nebengebäude (kein Denkmal). | 09237383 |
|                | Nordöstliches Wohnstallhaus eines Dreiseithofes                                                                   | Waldheimer Straße 54 (Karte)    | Vor 1800            | Obergeschoss Fachwerk, baugeschichtlich von Bedeutung. Wohnstallhaus mit Fachwerk im Obergeschoss, Fachwerk verkleidet, in gutem Originalzustand, Satteldach. | 09237384 |

## Tabellenlegende
- Bild: Bild des Kulturdenkmals, ggf. zusätzlich mit einem Link zu weiteren Fotos des Kulturdenkmals im Medienarchiv Wikimedia Commons. Wenn man auf das Kamerasymbol klickt, können Fotos zu Kulturdenkmalen aus dieser Liste hochgeladen werden:
- Bezeichnung: Denkmalgeschützte Objekte und ggf. Bauwerksname des Kulturdenkmals
- Lage: Straßenname und Hausnummer oder Flurstücknummer des Kulturdenkmals. Die Grundsortierung der Liste erfolgt nach dieser Adresse. Der Link (Karte) führt zu verschiedenen Kartendiensten mit der Position des Kulturdenkmals. Fehlt dieser Link, wurden die Koordinaten noch nicht eingetragen. Sind diese bekannt, können sie über ein Tool mit einer Kartenansicht einfach nachgetragen werden. In dieser Kartenansicht sind Kulturdenkmale ohne Koordinaten mit einem roten bzw. orangen Marker dargestellt und können durch Verschieben auf die richtige Position in der Karte mit Koordinaten versehen werden. Kulturdenkmale ohne Bild sind an einem blauen bzw. roten Marker erkennbar.
- Datierung: Baubeginn, Fertigstellung, Datum der Erstnennung oder grobe zeitliche Einordnung entsprechend des Eintrags in der sächsischen Denkmaldatenbank
- Beschreibung: Kurzcharakteristik des Kulturdenkmals entsprechend des Eintrags in der sächsischen Denkmaldatenbank, ggf. ergänzt durch die dort nur selten veröffentlichten Erfassungstexte oder zusätzliche Informationen
- ID: Vom Landesamt für Denkmalpflege Sachsen vergebene, das Kulturdenkmal eindeutig identifizierende Objekt-Nummer. Der Link führt zum PDF-Denkmaldokument des Landesamtes für Denkmalpflege Sachsen. Bei ehemaligen Kulturdenkmalen können die Objektnummern unbekannt sein und deshalb fehlen bzw. die Links von aus der Datenbank entfernten Objektnummern ins Leere führen. Ein ggf. vorhandenes Icon  führt zu den Angaben des Kulturdenkmals bei Wikidata.